# 蒸汽渦輪發動機

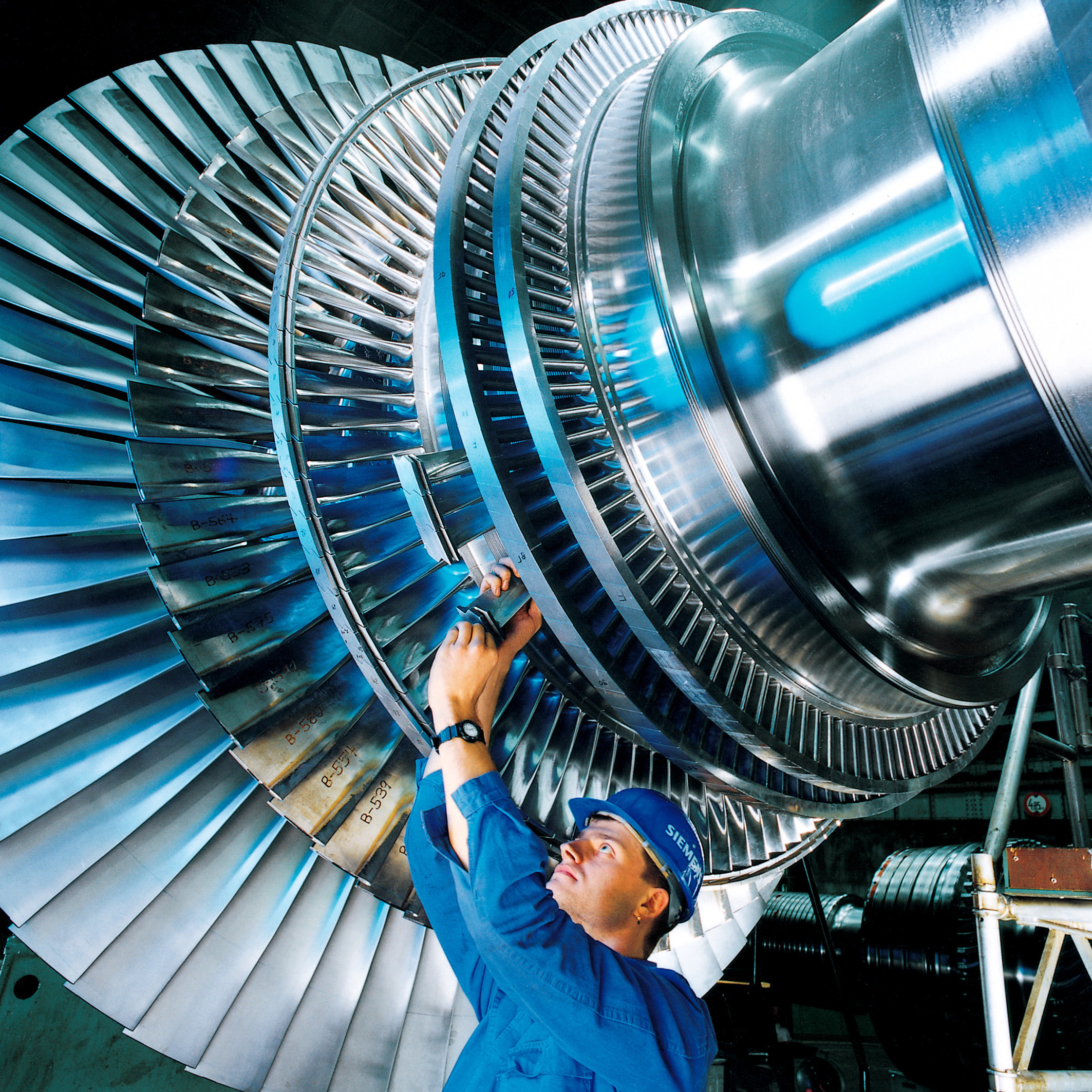
一現代發電廠的蒸汽機轉子。蒸汽通過右側上游的小葉片後既膨脹，流向下游的大葉片。

蒸汽渦輪引擎（英語：Steam turbine）是一種擷取（將水加熱後形成的）蒸汽之動能轉換為渦輪轉動之動能的機械。相較於原由詹姆斯·瓦特發明的單級往復式蒸汽機，渦輪蒸汽機大幅提高了熱效率，更接近熱力學中理想的可逆過程，並能提供更大的功率，至今它幾乎取代了往復式蒸汽機。使用渦輪蒸汽機发电的电厂叫做热电厂，其特別適用於火力發電和核能發電，世界上大約80%的電能是渦輪蒸汽機所產生。船舶领域主要用于大型舰船。

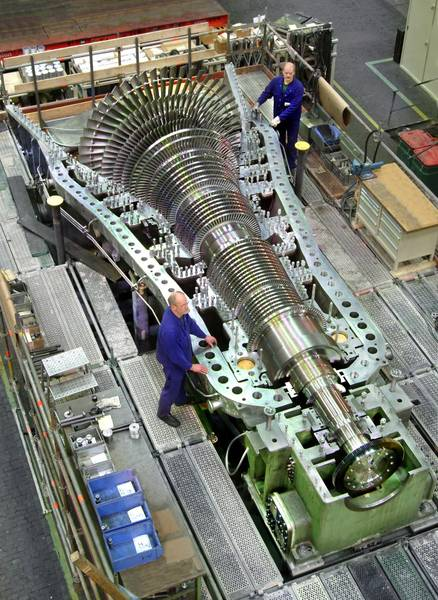
一具現代蒸汽渦輪發動機總成
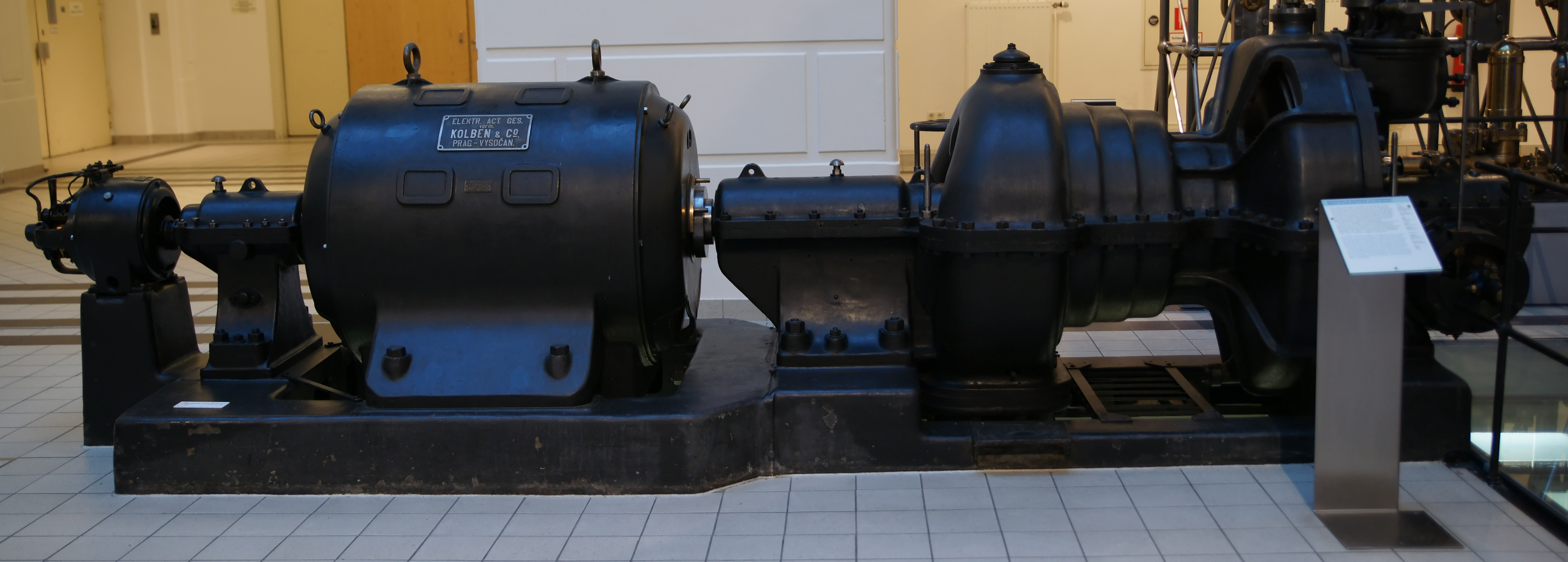
1910年製250kw小型蒸汽渦輪發動機